# Saison 2020 de l'équipe cycliste Deceuninck-Quick Step
La saison 2020 de l'équipe cycliste Deceuninck-Quick Step est la dix-huitième de cette équipe.

## Coureurs et encadrement technique

### Arrivées et départs
| Coureur            | Provenance                  | Durée contrat |
| ------------------ | --------------------------- | ------------- |
| João Almeida       | Hagens Berman Axeon         | 2020-2021     |
| Shane Archbold     | Bora-Hansgrohe              | 2020-2021     |
| Andrea Bagioli     | Colpack-Ballan              | 2020-2021     |
| Davide Ballerini   | Astana                      | 2020-2021     |
| Sam Bennett        | Bora-Hansgrohe              | 2020-2021     |
| Mattia Cattaneo    | Androni Giocattoli-Sidermec | 2020-2021     |
| Ian Garrison       | Hagens Berman Axeon         | 2020-2021     |
| Fausto Masnada     | CCC Team                    | 2020-2021     |
| Stijn Steels       | Roompot-Charles             | 2020-2021     |
| Jannik Steimle     | Vorarlberg-Santic           | 2020-2021     |
| Bert Van Lerberghe | Cofidis                     | 2020-2021     |
| Mauri Vansevenant  | Neo pro                     | 2020-2023     |

| Coureur             | Nouvelle équipe | Durée contrat |
| ------------------- | --------------- | ------------- |
| Eros Capecchi       | Bahrain-McLaren | 2020-2021     |
| Philippe Gilbert    | Lotto-Soudal    | 2020-2022     |
| Davide Martinelli   | Astana          | 2020          |
| Enric Mas           | Movistar        | 2020-2022     |
| Maximiliano Richeze | UAE Emirates    | 2020-2021     |
| Fabio Sabatini      | Cofidis         | 2020-2021     |
| Petr Vakoč          | Alpecin-Fenix   | 2020          |
| Elia Viviani        | Cofidis         | 2020-2021     |

### Effectif de cette saison
| Coureur               | Date de Nais.              | Equipe en 2019              | Cont. | V |
| --------------------- | -------------------------- | --------------------------- | ----- | - |
| Julian Alaphilippe    | 11 juin 1992 (28 ans)      | Deceuninck-Quick Step       | 2021  | 3 |
| João Almeida          | 5 août 1998 (22 ans)       | Hagens Berman-Axeon         | 2021  | 0 |
| Shane Archbold        | 2 février 1989 (31 ans)    | Bora-Hansgrohe              | 2021  | 1 |
| Kasper Asgreen        | 8 février 1995 (25 ans)    | Deceuninck-Quick Step       | 2021  | 3 |
| Andrea Bagioli        | 23 mars 1999 (21 ans)      | Colpack-Ballan              | 2021  | 2 |
| Davide Ballerini      | 21 septembre 1994 (26 ans) | Astana                      | 2021  | 1 |
| Sam Bennett           | 16 octobre 1990 (30 ans)   | Bora-Hansgrohe              | 2021  | 7 |
| Mattia Cattaneo       | 25 octobre 1990 (30 ans)   | Androni Giocattoli-Sidermec | 2021  | 0 |
| Rémi Cavagna          | 10 août 1995 (25 ans)      | Deceuninck-Quick Step       | 2021  | 2 |
| Tim Declercq          | 21 mars 1989 (31 ans)      | Deceuninck-Quick Step       | 2021  | 0 |
| Dries Devenyns        | 22 juillet 1983 (37 ans)   | Deceuninck-Quick Step       | 2021  | 1 |
| Remco Evenepoel       | 25 janvier 2000 (20 ans)   | Deceuninck-Quick Step       | 2023  | 9 |
| Ian Garrison          | 14 mai 1998 (22 ans)       | Hagens Berman-Axeon         | 2021  | 0 |
| Álvaro Hodeg          | 16 septembre 1996 (24 ans) | Deceuninck-Quick Step       | 2021  | 0 |
| Mikkel Frølich Honoré | 21 janvier 1997 (23 ans)   | Deceuninck-Quick Step       | 2021  | 0 |

| Coureur            | Date de Nais.              | Equipe en 2019              | Cont. | V |
| ------------------ | -------------------------- | --------------------------- | ----- | - |
| Fabio Jakobsen     | 31 août 1996 (24 ans)      | Deceuninck-Quick Step       | 2021  | 4 |
| Bob Jungels        | 22 septembre 1992 (28 ans) | Deceuninck-Quick Step       | 2020  | 1 |
| Iljo Keisse        | 21 décembre 1982 (38 ans)  | Deceuninck-Quick Step       | 2021  | 0 |
| James Knox         | 4 novembre 1995 (25 ans)   | Deceuninck-Quick Step       | 2021  | 0 |
| Yves Lampaert      | 10 mai 1991 (29 ans)       | Deceuninck-Quick Step       | 2022  | 1 |
| Fausto Masnada     | 6 novembre 1993 (27 ans)   | Androni Giocattoli-Sidermec | 2021  | 0 |
| Michael Mørkøv     | 30 avril 1985 (35 ans)     | Deceuninck-Quick Step       | 2021  | 0 |
| Sean Quinn         | 10 mai 2000 (20 ans)       | Hagens Berman-Axeon         | 2020  | 0 |
| Florian Sénéchal   | 10 juillet 1993 (27 ans)   | Deceuninck-Quick Step       | 2021  | 1 |
| Pieter Serry       | 21 novembre 1988 (32 ans)  | Deceuninck-Quick Step       | 2021  | 0 |
| Stijn Steels       | 21 août 1989 (31 ans)      | Roompot-Charles             | 2021  | 0 |
| Jannik Steimle     | 4 avril 1996 (24 ans)      | Deceuninck-Quick Step       | 2021  | 2 |
| Zdeněk Štybar      | 11 décembre 1985 (35 ans)  | Deceuninck-Quick Step       | 2021  | 1 |
| Bert Van Lerberghe | 29 septembre 1992 (28 ans) | Cofidis                     | 2021  | 0 |
| Mauri Vansevenant  | 1er juin 1999 (21 ans)     | Néo-professionnel           | 2023  | 0 |

## Bilan de la saison

### Victoires sur la saison
| #       | Date          | Course                                                          | Catégorie            | Vainqueur          | Pays             | Lieu                   |
| ------- | ------------- | --------------------------------------------------------------- | -------------------- | ------------------ | ---------------- | ---------------------- |
| 1       | 21 janvier    | 1re étape du Tour Down Under                                    | UCI World Tour       | Sam Bennett        | Australie        | Tanunda                |
| 2       | 28 janvier    | 3e étape du Tour de San Juan                                    | UCI ProSeries        | Remco Evenepoel    | Argentine        | Punta Negra Dam        |
| 3       | 30 janvier    | Race Torquay                                                    | UCI Oceania Tour     | Sam Bennett        | Australie        | Torquay                |
| 4       | 1er février   | 6e étape du Tour de San Juan                                    | UCI ProSeries        | Zdeněk Štybar      | Argentine        | Autódromo El Villicúm  |
| 5       | 2 février     | Cadel Evans Great Ocean Road Race                               | UCI World Tour       | Dries Devenyns     | Australie        | Geelong                |
| 6       | 2 février     | Tour de San Juan, classement général                            | UCI ProSeries        | Remco Evenepoel    | Argentine        |                        |
| 7       | 9 février     | 5e étape du Tour de la Communauté valencienne                   | UCI Europe Tour      | Fabio Jakobsen     | Espagne          | Valence                |
| 8       | 16 février    | Championnat de Nouvelle-Zélande sur route                       | Championnat national | Shane Archbold     | Nouvelle-Zélande | Cambridge              |
| 9       | 19 février    | 1re étape du Tour de l'Algarve                                  | UCI ProSeries        | Fabio Jakobsen     | Portugal         | Lagos                  |
| 10      | 20 février    | 2e étape du Tour de l'Algarve                                   | UCI ProSeries        | Remco Evenepoel    | Portugal         | Fóia                   |
| 11      | 23 février    | 5e étape du Tour de l'Algarve (ITT)                             | UCI ProSeries        | Remco Evenepoel    | Portugal         | Lagoa                  |
| 12      | 23 février    | Tour de l'Algarve, classement général                           | UCI ProSeries        | Remco Evenepoel    | Portugal         |                        |
| 13      | 29 février    | Classic de l'Ardèche                                            | UCI ProSeries        | Rémi Cavagna       | France           | Guilherand-Granges     |
| 14      | 1er mars      | Kuurne-Bruxelles-Kuurne                                         | UCI ProSeries        | Kasper Asgreen     | Belgique         | Kuurne                 |
| 15      | 8 mars        | Grand Prix Jean-Pierre Monseré                                  | UCI Europe Tour      | Fabio Jakobsen     | Belgique         | Roulers                |
| 16      | 30 juillet    | 3e étape du Tour de Burgos                                      | UCI ProSeries        | Remco Evenepoel    | Espagne          | Picón Blanco           |
| 17      | 31 juillet    | 4e étape du Tour de Burgos                                      | UCI ProSeries        | Sam Bennett        | Espagne          | Roa                    |
| 18      | 1er août      | Tour de Burgos, classement général                              | UCI ProSeries        | Remco Evenepoel    | Espagne          |                        |
| 19      | 5 août        | 1re étape du Tour de Pologne                                    | UCI World Tour       | Fabio Jakobsen     | Pologne          | Katowice               |
| 20      | 7 août        | 1re étape du Tour de l'Ain                                      | UCI Europe Tour      | Andrea Bagioli     | France           | Ceyzériat              |
| 21      | 8 août        | 4e étape du Tour de Pologne                                     | UCI World Tour       | Remco Evenepoel    | Pologne          | Bukowina Tatrzańska    |
| 22      | 9 août        | 5e étape du Tour de Pologne                                     | UCI World Tour       | Davide Ballerini   | Pologne          | Cracovie               |
| 23      | 9 août        | Tour de Pologne, classement général                             | UCI World Tour       | Remco Evenepoel    | Pologne          |                        |
| 24      | 18 août       | 3e étape du Tour de Wallonie                                    | UCI ProSeries        | Sam Bennett        | Belgique         | Visé                   |
| 25      | 20 août       | Championnat du Luxembourg du contre-la-montre                   | Championnat national | Bob Jungels        | Luxembourg       | Mamer                  |
| 26      | 21 août       | Championnat de France du contre-la-montre                       | Championnat national | Rémi Cavagna       | France           | Grand-Champ            |
| 27      | 23 août       | Championnat du Danemark sur route                               | Championnat national | Kasper Asgreen     | Danemark         | Middelfart             |
| 28      | 29 août       | Course des raisins                                              | UCI Europe Tour      | Florian Sénéchal   | Belgique         | Overijse               |
| 29      | 30 août       | 2e étape du Tour de France                                      | UCI World Tour       | Julian Alaphilippe | France           | Nice                   |
| 30      | 1er septembre | 1re étape B de la Semaine internationale Coppi et Bartali (TTT) | UCI Europe Tour      | [ N 1 ]            | Italie           | Gatteo                 |
| 31      | 2 septembre   | 2e étape de la Semaine internationale Coppi et Bartali          | UCI Europe Tour      | Andrea Bagioli     | Italie           | Sogliano al Rubicone   |
| 32      | 8 septembre   | 10e étape du Tour de France                                     | UCI World Tour       | Sam Bennett        | France           | Île de Ré              |
| 33      | 16 septembre  | 1re étape B du Tour de Slovaquie (ITT)                          | UCI Europe Tour      | Jannik Steimle     | Slovaquie        | Žilina                 |
| 34      | 19 septembre  | Tour de Slovaquie, classement général                           | UCI Europe Tour      | Jannik Steimle     | Slovaquie        |                        |
| 35      | 20 septembre  | 21e étape du Tour de France                                     | UCI World Tour       | Sam Bennett        | France           | Paris                  |
| [ N 2 ] | 27 septembre  | Championnat du monde sur route                                  | Championnat du monde | Julian Alaphilippe | Italie           | Imola                  |
| 36      | 3 octobre     | Championnat du Danemark du contre-la-montre                     | Championnat national | Kasper Asgreen     | Danemark         | Skælskør               |
| 37      | 7 octobre     | Flèche brabançonne                                              | UCI ProSeries        | Julian Alaphilippe | Belgique         | Overijse               |
| 38      | 21 octobre    | Trois Jours de Bruges-La Panne                                  | UCI World Tour       | Yves Lampaert      | Belgique         | La Panne               |
| 39      | 20 septembre  | 4e étape du Tour d'Espagne                                      | UCI World Tour       | Sam Bennett        | Espagne          | Ejea de los Caballeros |

### Victoires sur les classements annexes
| Date         | Course                                          | Catégorie       | Vainqueur       | Pays      |
| ------------ | ----------------------------------------------- | --------------- | --------------- | --------- |
| 2 février    | Tour de San Juan, classement du meilleur jeune  | UCI ProSeries   | Remco Evenepoel | Argentine |
| 23 février   | Tour de l'Algarve, classement du meilleur jeune | UCI ProSeries   | Remco Evenepoel | Portugal  |
| 23 février   | Tour de l'Algarve, classement par points        | UCI ProSeries   | Fabio Jakobsen  | Portugal  |
| 1er août     | Tour de Burgos, classement du meilleur jeune    | UCI ProSeries   | Remco Evenepoel | Espagne   |
| 9 août       | Tour de l'Ain, classement du meilleur jeune     | UCI Europe Tour | João Almeida    | France    |
| 20 septembre | Tour de France, classement par points           | UCI World Tour  | Sam Bennett     | France    |